# منتخب الولايات المتحدة لدوري الرغبي
منتخب الولايات المتحدة الوطني لدوري الرغبي هو ممثل الولايات المتحدة الرسمي في المنافسات الدولية في دوري الرغبي .

## وصلات خارجية
- الموقع الرسمي